# Pomerânia Ocidental-Rúgia

Mecklenburgische Seenplatte

Pomerânia Ocidental-Rúgia (em alemão:  Vorpommern-Rügen) é um distrito em Meclemburgo-Pomerânia Ocidental, Alemanha. A sede do distrito é a cidade Stralsund.

## Cidades e municípios
| Cidades livres                                          | Municípios livres              |
| ------------------------------------------------------- | ------------------------------ |
| 1. Grimmen 2. Marlow 3. Putbus 4. Sassnitz 5. Stralsund | 1. Binz 2. Süderholz 3. Zingst |

| Ämter | Ämter | Ämter |
| --- | --- | --- |
| - 1. Amt Altenpleen 1. Altenpleen1 2. Groß Mohrdorf 3. Klausdorf 4. Kramerhof 5. Preetz 6. Prohn - 2. Amt Barth 1. Barth1, 2 2. Divitz-Spoldershagen 3. Fuhlendorf 4. Karnin 5. Kenz-Küstrow 6. Löbnitz 7. Lüdershagen 8. Pruchten 9. Saal 10. Trinwillershagen - 3. Amt Bergen auf Rügen 1. Bergen auf Rügen1, 2 2. Buschvitz 3. Garz/Rügen2 4. Gustow 5. Lietzow 6. Parchtitz 7. Patzig 8. Poseritz 9. Ralswiek 10. Rappin 11. Sehlen - 4. Amt Darß/Fischland 1. Ahrenshoop 2. Born auf dem Darß1 3. Dierhagen 4. Prerow 5. Wieck auf dem Darß 6. Wustrow | - 5. Amt Franzburg-Richtenberg 1. Franzburg1, 2 2. Glewitz 3. Gremersdorf-Buchholz 4. Millienhagen-Oebelitz 5. Papenhagen 6. Richtenberg2 7. Splietsdorf 8. Velgast 9. Weitenhagen 10. Wendisch Baggendorf - 6. Amt Miltzow 1. Elmenhorst 2. Sundhagen1 3. Wittenhagen - 7. Amt Mönchgut-Granitz 1. Baabe1 2. Göhren 3. Lancken-Granitz 4. Mönchgut 5. Sellin 6. Zirkow - 8. Amt Niepars 1. Groß Kordshagen 2. Jakobsdorf 3. Lüssow 4. Niepars1 5. Pantelitz 6. Steinhagen 7. Wendorf 8. Zarrendorf | - 9. Amt Nord-Rügen 1. Altenkirchen 2. Breege 3. Dranske 4. Glowe 5. Lohme 6. Putgarten 7. Sagard1 8. Wiek - 10. Amt Recknitz-Trebeltal 1. Bad Sülze2 2. Dettmannsdorf 3. Deyelsdorf 4. Drechow 5. Eixen 6. Grammendorf 7. Gransebieth 8. Hugoldsdorf 9. Lindholz 10. Tribsees1, 2 - 11. Amt Ribnitz-Damgarten 1. Ahrenshagen-Daskow 2. Ribnitz-Damgarten1, 2 3. Schlemmin 4. Semlow - 12. Amt West-Rügen 1. Altefähr 2. Dreschvitz 3. Gingst 4. Insel Hiddensee 5. Kluis 6. Neuenkirchen 7. Rambin 8. Samtens1 9. Schaprode 10. Trent 11. Ummanz |
| 1 - sede do Amt; 2 - cidade | | |